# Boa Vista das Missões
Boa Vista das Missões es un municipio brasilero del estado de Rio Grande do Sul.
Se encuentra ubicado a una latitud de 27º39'47" Sur y una longitud de 53º18'51" Oeste, estando a una altitud de 596 metros sobre el nivel del mar. Su población estimada para el año 2006 era de 2.213 habitantes.Ocupa una superficie de 195,358 km².
Limita con los municipios de Palmeira das Missões y Frederico Westphalen. 

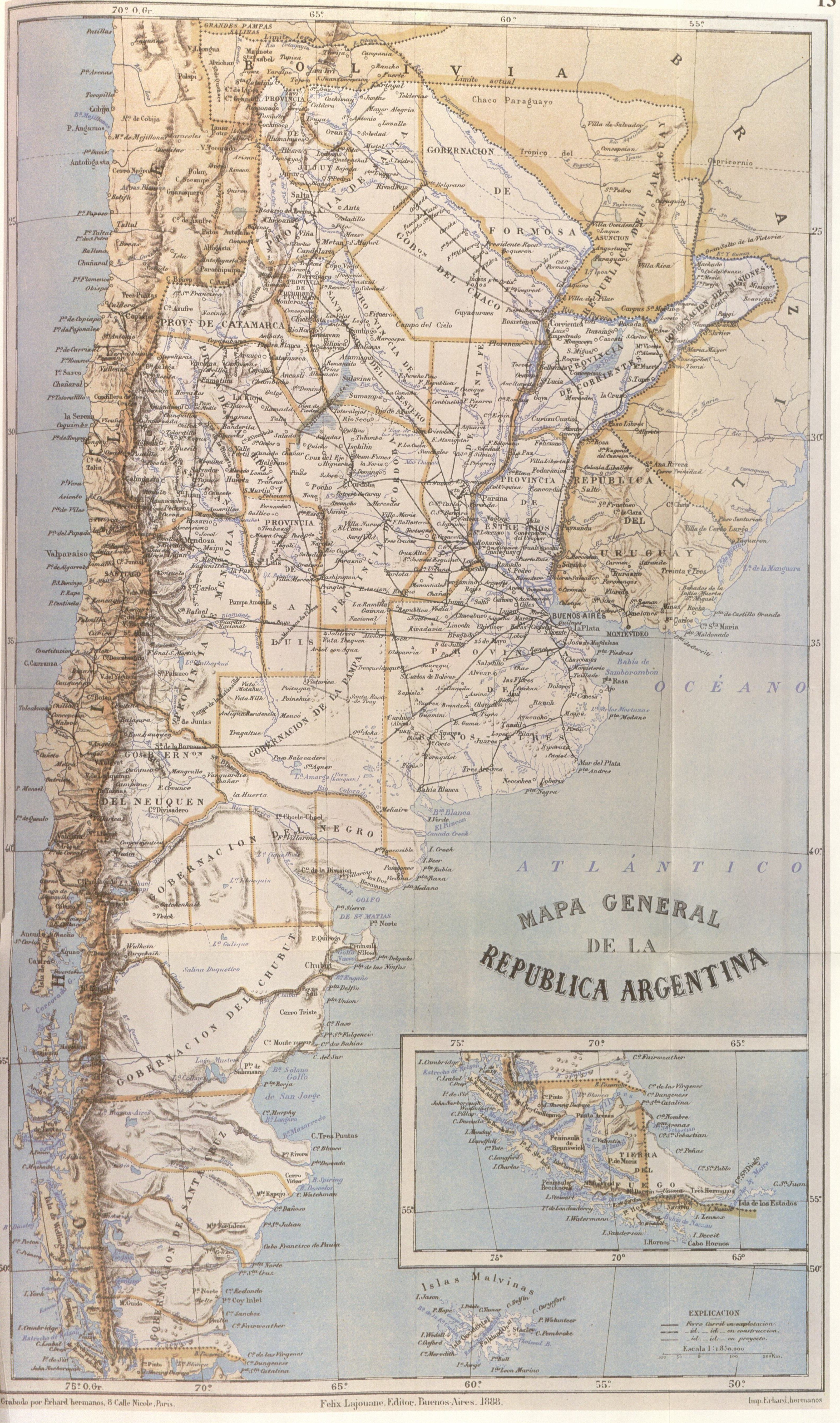
Boa Vista era reclamada por Argentina como parte de su territorio en este mapa de 1888.

- Datos: Q1758280
- Multimedia: Boa Vista das Missões / Q1758280